# Skrúður
Skrúður – wyspa u wschodnich wybrzeży Islandii, około 3 km na wschód od wejścia do fiordu Fáskrúðsfjörður. Wchodzi w skład gminy Fjarðabyggð. W pobliżu znajduje się wyspa Andey. 
Wyspa zajmuje powierzchnię 0,23 km². Ma około 590 m długości i 530 m szerokości. Najwyższy punkt osiąga wysokość 161 m n.p.m. Brzegi wyspy są strome i trudno dostępne. Na wyspie znajduje się jaskinia Skrúðshellir, w której schronienie znajdowali niekiedy rybacy.
Wyspa stanowi ważną ostoję ptaków (Important Bird Area): maskonura zwyczajnego (150 tys. par – jedna z większych kolonii tych ptaków na Islandii), nurzyka zwyczajnego (11,5 tys. par), mewy trójpalczastej (blisko 7 tys. par), głuptaka zwyczajnego (6 tys. par) oraz fulmara zwyczajnego. Wyspa jest bezludna. Okoliczni mieszkańcy przypływali na wyspę, by zbierać jaja i polować na ptaki. Przewozili tam również owce na wypas w okresie letnim. Współcześnie wyspa jest popularnym miejscem obserwacji ptaków. Od 1995 roku wyspa wraz z pasem 500 m dookoła niej objęta jest ochroną jako rezerwat przyrody.
Według legendy wyspę zamieszkiwał jeden z trzech braci Olbrzymów – pozostali mieli mieszkać w okolicach przylądka Streitishvarf i na wyspie Papey.